# Saint-Jacques-de-la-Lande
Saint-Jacques-de-la-Lande è un comune francese di 10 441 abitanti situato nel dipartimento dell'Ille-et-Vilaine, nella regione della Bretagna.

## Società

### Evoluzione demografica
Abitanti censiti